# بيتر سوليفان
بيتر سوليفان (بالإنجليزية: Peter Sullivan)‏ هو سياسي أمريكي، ولد في 13 أبريل 1967 في الولايات المتحدة. حزبياً، نشط في الحزب الديمقراطي.